# ونمنکندن (غربی)
ونمنکندن (غربی) (به انگلیسی: Venmankondan (West)) یک روستا در هند است که در Ariyalur district واقع شده‌است.

## خصوصیات
ونمنکندن ۲٬۷۷۵ نفر جمعیت دارد.